# Grand Prix Formule 1 van Japan 2009

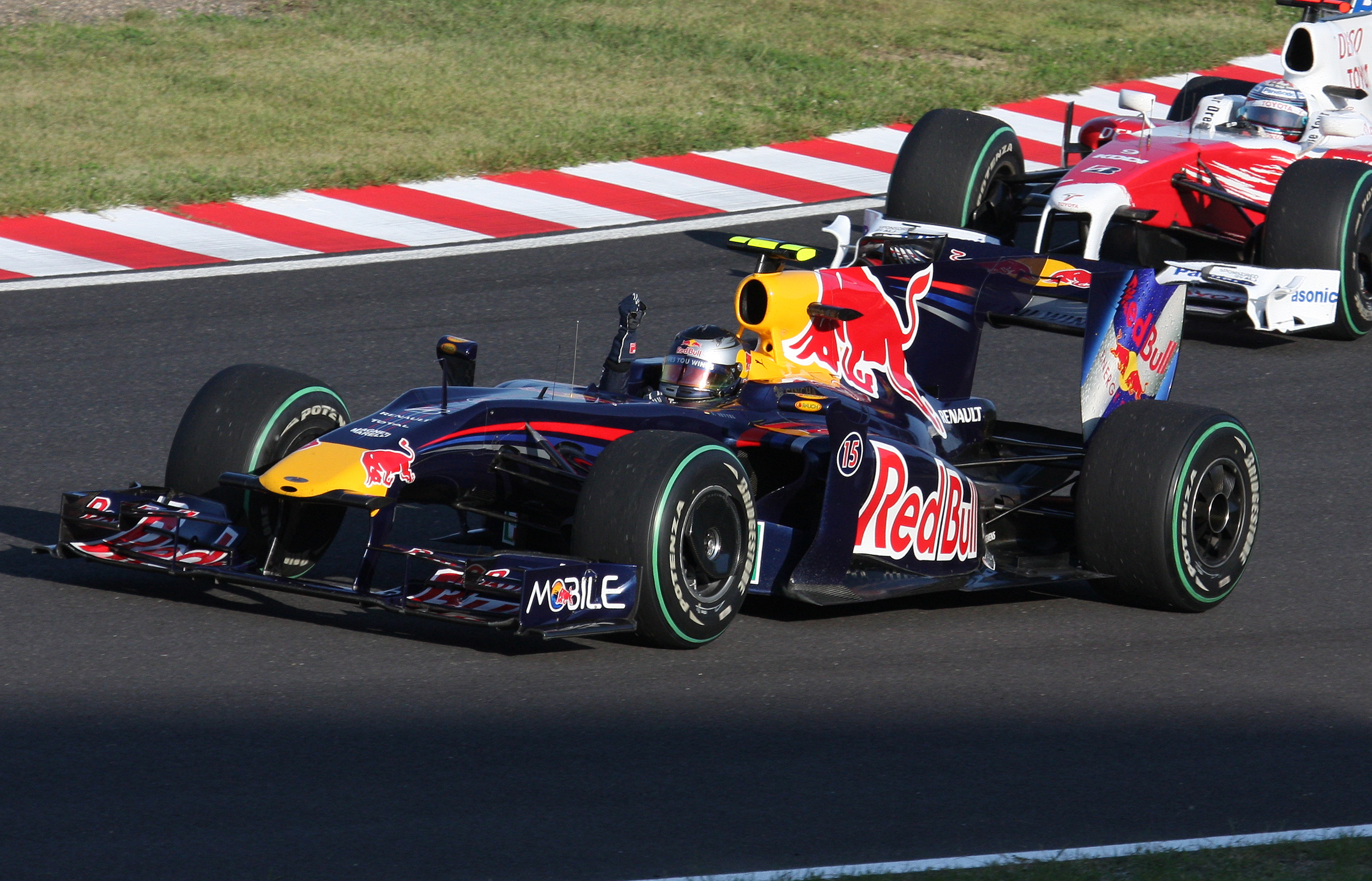
Sebastian Vettel

De Grand Prix Formule 1 van Japan 2009 was de vijtiende race uit het kampioenschap en werd gehouden op het circuit van Suzuka. Sebastian Vettel die vanaf poleposition vertrok won de race. Het was de derde overwinning van het seizoen voor de Duitser en de vierde uit zijn carrière. Toyota-rijder Jarno Trulli finishte op de tweede plaats en Lewis Hamilton vervolledigde het podium op de derde plaats.

## Kwalificatie
| Positie | Nummer | Naam                 | Team                 | Q1        | Q2        | Q3        | Grid |
| ------- | ------ | -------------------- | -------------------- | --------- | --------- | --------- | ---- |
| 1       | 15     | Sebastian Vettel     | Red Bull-Renault     | 1:30.883  | 1:30.341  | 1:32.160  | 1    |
| 2       | 9      | Jarno Trulli         | Toyota               | 1:31.063  | 1:30.737  | 1:32.220  | 2    |
| 3       | 1      | Lewis Hamilton       | McLaren-Mercedes     | 1:30.917  | 1:30.627  | 1:32.395  | 3    |
| 4       | 20     | Adrian Sutil         | Force India-Mercedes | 1:31.386  | 1:31.222  | 1:32.466  | 8    |
| 5       | 23     | Rubens Barrichello   | Brawn-Mercedes       | 1:31.272  | 1:31.055  | 1:32.660  | 6    |
| 6       | 6      | Nick Heidfeld        | BMW Sauber           | 1:31.501  | 1:31.260  | 1:32.945  | 4    |
| 7       | 22     | Jenson Button        | Brawn-Mercedes       | 1:31.041  | 1:30.880  | 1:32.962  | 10   |
| 8       | 4      | Kimi Räikkönen       | Ferrari              | 1:31.288  | 1:31.052  | 1:32.980  | 5    |
| 9       | 2      | Heikki Kovalainen    | McLaren-Mercedes     | 1:31.499  | 1:31.223  | Geen tijd | 11   |
| 10      | 12     | Sébastien Buemi      | Toro Rosso-Ferrari   | 1:31.196  | 1:31.103  | Geen tijd | 13   |
| 11      | 16     | Nico Rosberg         | Williams-Toyota      | 1:31.286  | 1:31.482  |           | 7    |
| 12      | 7      | Fernando Alonso      | Renault              | 1:31.401  | 1:31.638  |           | 16   |
| 13      | 5      | Robert Kubica        | BMW Sauber           | 1:31.417  | 1:32.341  |           | 9    |
| 14      | 10     | Timo Glock           | Toyota               | 1:31.550  | Geen tijd |           | (20) |
| 15      | 11     | Jaime Alguersuari    | Toro Rosso-Ferrari   | 1:31.571  | Geen tijd |           | 12   |
| 16      | 3      | Giancarlo Fisichella | Ferrari              | 1:31.704  |           |           | 14   |
| 17      | 17     | Kazuki Nakajima      | Williams-Toyota      | 1:31.718  |           |           | 15   |
| 18      | 8      | Romain Grosjean      | Renault              | 1:32.073  |           |           | 17   |
| 19      | 21     | Vitantonio Liuzzi    | Force India-Mercedes | 1:32.087  |           |           | 18   |
| 20      | 14     | Mark Webber          | Red Bull-Renault     | Geen tijd |           |           | 19   |

## Race
| Positie | Nummer | Coureur              | Team                 | Rondes | Tijd/Oorzaak uitval | Startplaats | Punten |
| ------- | ------ | -------------------- | -------------------- | ------ | ------------------- | ----------- | ------ |
| 1       | 15     | Sebastian Vettel     | Red Bull-Renault     | 53     | 1:28:20.443         | 1           | 10     |
| 2       | 9      | Jarno Trulli         | Toyota               | 53     | +4.877              | 2           | 8      |
| 3       | 1      | Lewis Hamilton       | McLaren-Mercedes     | 53     | +6.472              | 3           | 6      |
| 4       | 4      | Kimi Räikkönen       | Ferrari              | 53     | +7.940              | 5           | 5      |
| 5       | 16     | Nico Rosberg         | Williams-Toyota      | 53     | +8.793              | 7           | 4      |
| 6       | 6      | Nick Heidfeld        | BMW Sauber           | 53     | +9.509              | 4           | 3      |
| 7       | 23     | Rubens Barrichello   | Brawn-Mercedes       | 53     | +10.641             | 6           | 2      |
| 8       | 22     | Jenson Button        | Brawn-Mercedes       | 53     | +11.474             | 10          | 1      |
| 9       | 5      | Robert Kubica        | BMW Sauber           | 53     | +11.777             | 9           |        |
| 10      | 7      | Fernando Alonso      | Renault              | 53     | +13.065             | 16          |        |
| 11      | 2      | Heikki Kovalainen    | McLaren-Mercedes     | 53     | +13.735             | 11          |        |
| 12      | 3      | Giancarlo Fisichella | Ferrari              | 53     | +14.596             | 14          |        |
| 13      | 20     | Adrian Sutil         | Force India-Mercedes | 53     | +14.959             | 8           |        |
| 14      | 21     | Vitantonio Liuzzi    | Force India-Mercedes | 53     | +15.734             | 18          |        |
| 15      | 17     | Kazuki Nakajima      | Williams-Toyota      | 53     | +17.973             | 15          |        |
| 16      | 8      | Romain Grosjean      | Renault              | 52     | +1 ronde            | 17          |        |
| 17      | 14     | Mark Webber          | Red Bull-Renault     | 51     | +2 rondes           | 19          |        |
| Ret     | 11     | Jaime Alguersuari    | Toro Rosso-Ferrari   | 43     | Ongeval             | 12          |        |
| Ret     | 12     | Sébastien Buemi      | Toro Rosso-Ferrari   | 11     | Koppeling           | 13          |        |
| DNS     | 10     | Timo Glock           | Toyota               | 0      | Verwondingen        | (20)        |        |

## Noot
- Dit was de vijfde pole position voor Sebastian Vettel.

1976 · 1977 · 1987 · 1988 · 1989 · 1990 · 1991 · 1992 · 1993 · 1994 · 1995 · 1996 · 1997 · 1998 · 1999 · 2000 · 2001 · 2002 · 2003 · 2004 · 2005 · 2006 · 2007 · 2008 · 2009 · 2010 · 2011 · 2012 · 2013 · 2014 · 2015 · 2016 · 2017 · 2018 · 2019 · 2022 · 2023 · 2024 · 2025